# Université du Québec à Trois-Rivières
L'Université du Québec à Trois-Rivières (UQTR), fondée en 1969, est une institution scolaire de niveau universitaire basée à Trois-Rivières, dans la province de Québec, au Canada.
L'établissement est membre du réseau de l'Université du Québec qui fut fondé dans le but de permettre aux francophones d'avoir accès à des universités dites gratuites en région. En 2022, l'UQTR accueille environ 14 350 étudiants inscrits dans près de 300 programmes d'études ce qui en fait la deuxième des 10 institutions opérées par l'UQ, après l'UQAM. Près de 1 800 étudiants  proviennent de l'étranger, originaires de quelque 89 pays.
Depuis sa fondation, l'université a octroyé plus de 100 000 diplômes à plus de 81 000 diplômés.
Le campus de Trois-Rivières est titulaire d'une grande bibliothèque disposant d'approximativement 400 000 documents.
L'université dispense aux étudiants ses différents cursus sur deux campus, Trois-Rivières et Drummondville. Elle dispose également de neuf centres universitaires à travers le Québec. 
Ses équipes sportives se nomment les Patriotes.
Le 2 mai 2018, un lock-out est déclenché par l'administration, parce que les professeurs revendiquent de nombreux enjeux concernant le salaire, les tâches administrés, le plancher d'emplois, etc. Cet arrêt de cours dure jusqu'au 16 mai 2018. Plus de 445 professeurs sont en arrêt pour cette durée, alors que les chargés de cours continuent leurs enseignements. Plusieurs négociations ont lieu jusqu'à la levée du lock-out vers la mi-mai.

## Associations et regroupements étudiants

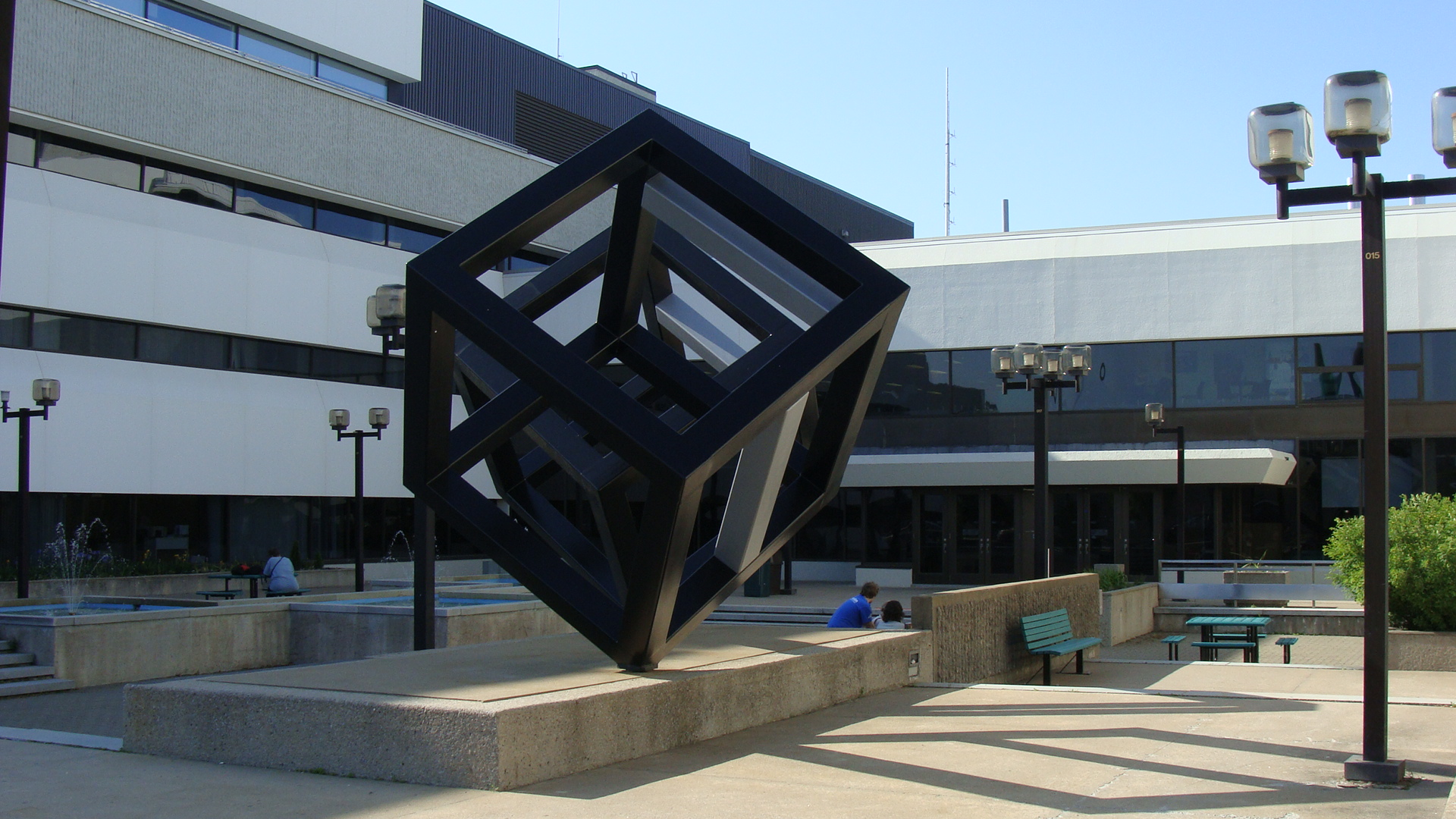
Pavillon Ringuet et Léon Provancher.

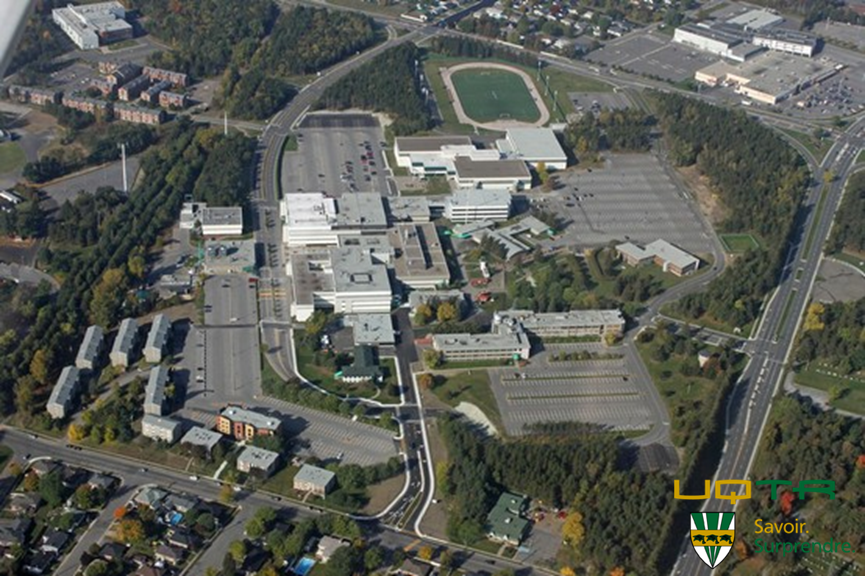
Vue aérienne du campus de Trois-Rivières.

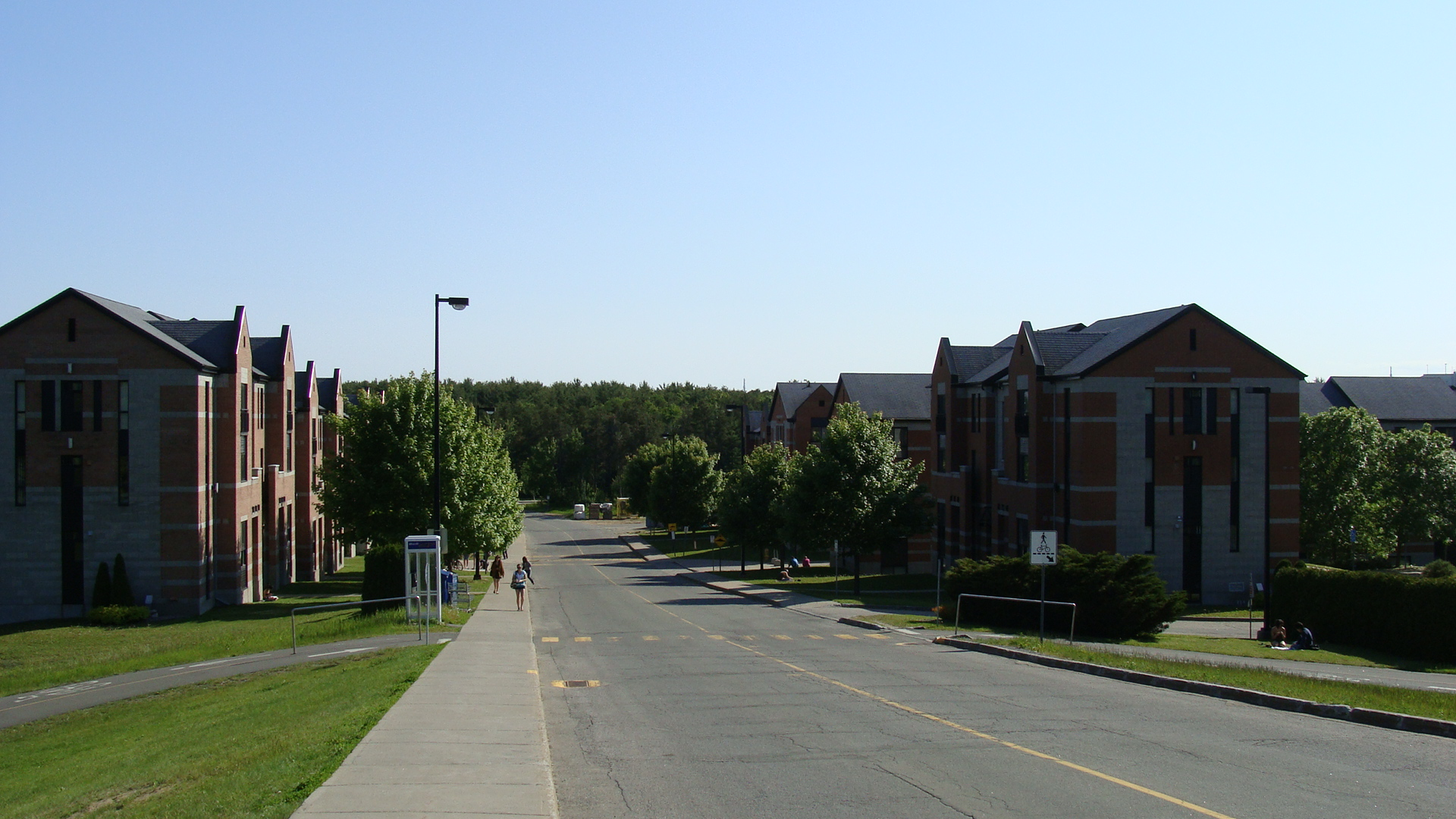
Les résidences du chemin Michel Sarrazin.

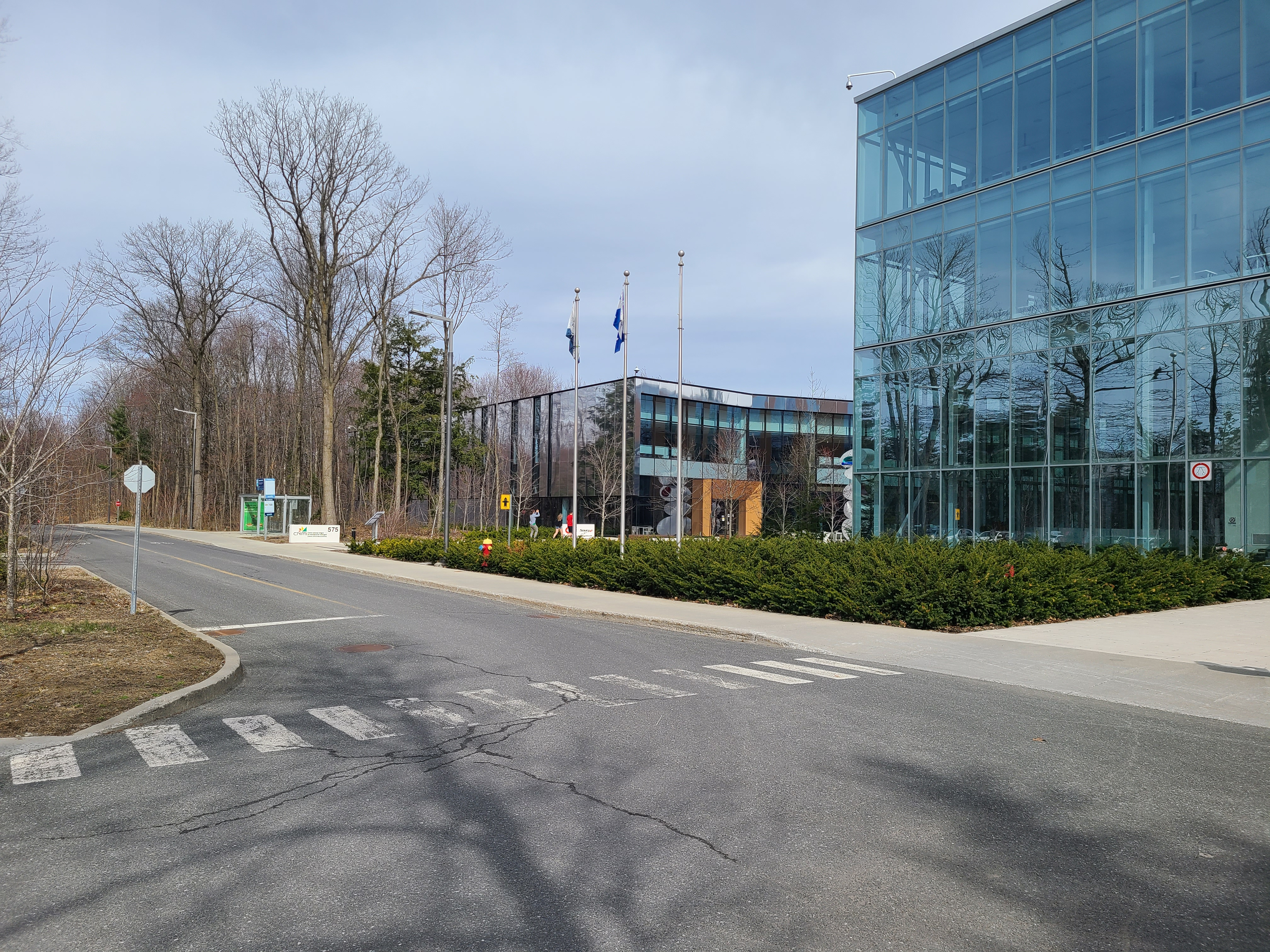
Campus de Drummondville en 2024

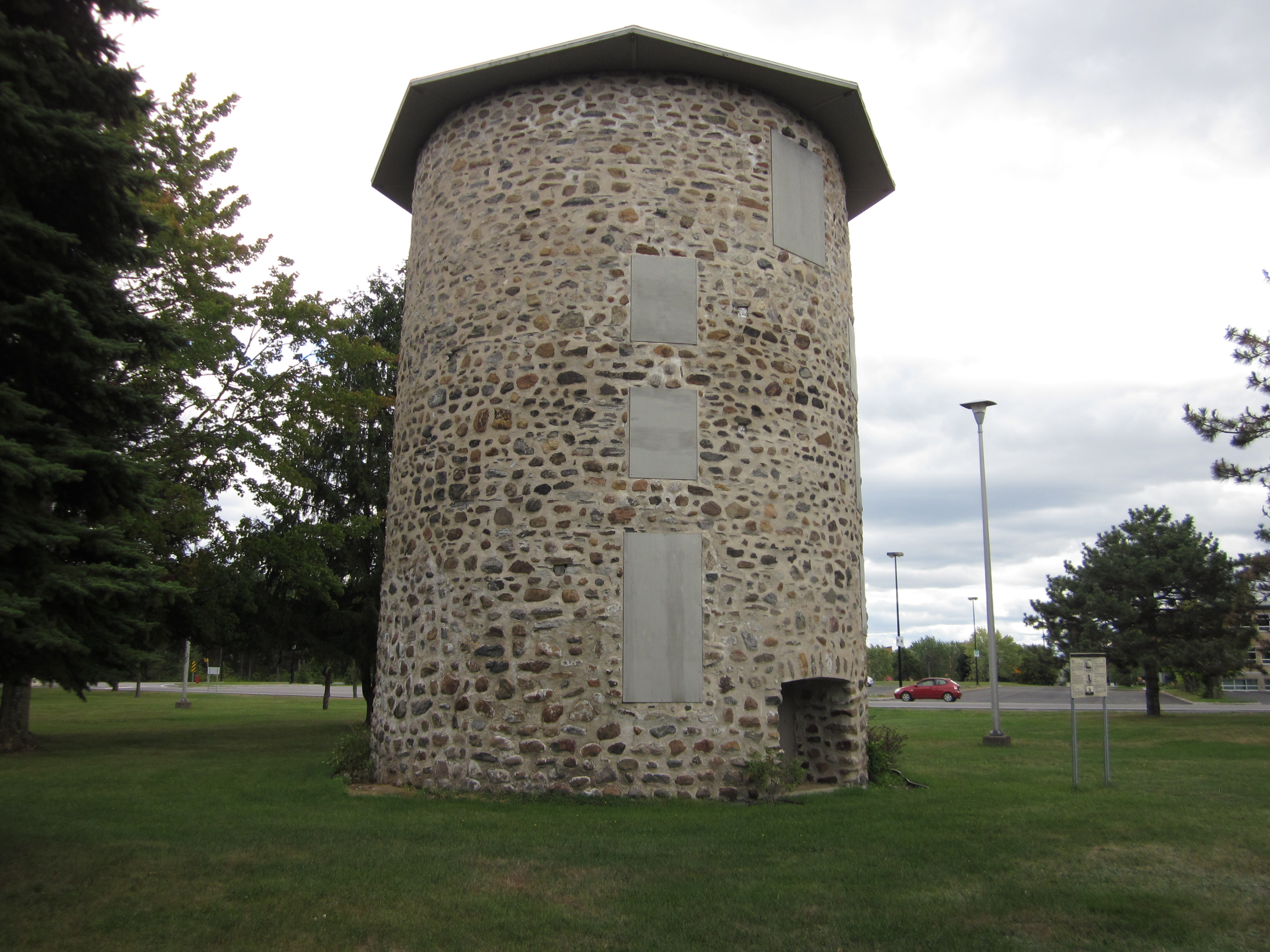
Moulin à vent de Trois-Rivières.

L'Association générale des étudiant(e)s de l’Université du Québec à Trois-Rivières (AGEUQTR) est fondée le 19 mars 1975. En 2019, avec ses 14 350 membres, l’Association générale des étudiants de l’UQTR est le plus important groupe jeunesse de la Mauricie et du Centre-du-Québec. L'Association générale des étudiants hors campus de l'UQTR (AGEHC UQTR) regroupe pour sa part les étudiants dispersés hors du campus trifluvien.
L'association étudiante située à Trois-Rivières offre à ses membres plusieurs services, tels qu'une aide académique, des assurances collectives, de l'aide financière et des bourses, un service de halte-garderie Le P'tit Bacc ainsi que l'organisation d'activités sociales, notamment via leur café-bistro La Chasse-Galerie Inc.
En 2020, l'AGEUQTR dénonce des frais d'inscription injustifiés chargés aux étudiants englobant la vie étudiante et le centre sportif, alors que tous ces services sont inaccessibles aux étudiants qui suivent des cours à distance en raison de la pandémie de Covid-19.

## Campus et centres universitaires
En plus des campus de Trois-Rivières et de Drummondville, l'UQTR dispose de centres universitaires hors campus à Longueuil, Terrebonne, Saint-Hyacinthe, Québec, Sorel-Tracy, Victoriaville, Vallée-du-Haut-Saint-Laurent, Joliette et L'Assomption.
Le campus de l'UQTR à Trois-Rivières, le principal, compte 15 pavillons, des résidences étudiantes réparties sur trois sites et un centre de la petite enfance. Le campus de Drummondville compte quant à lui un pavillon.

## Pavillons
| Trois-Rivières                                                      |
| ------------------------------------------------------------------- |
| Albert-Tessier                                                      |
| Benjamin-Sulte                                                      |
| Centre de l'activité physique et sportive (CAPS)                    |
| Centre intégré en pâtes et papiers (CIPP)                           |
| Chiropratique                                                       |
| Institut de recherche sur les petites et moyennes entreprises (PME) |
| Léon-Provancher                                                     |
| Michel-Sarrazin                                                     |
| Nérée Beauchemin / Pavillon de la Vie Étudiante (PaVÉ)              |
| Pierre-Boucher                                                      |
| Ringuet                                                             |
| Robert-Lionel-Séguin                                                |
| Suzor-Côté                                                          |
| Santé                                                               |
| Tapan K. Bose (Institut de recherche sur l'hydrogène)               |
| Drummondville                                                       |
| Campus de l'UQTR à Drummondville                                    |
| Québec                                                              |
| Campus de l'UQTR à Québec                                           |
| L'Assomption                                                        |
| Campus de l'UQTR à L'Assomption                                     |
| Terrebonne                                                          |
| Campus de l'UQTR à Terrebonne                                       |
| Joliette                                                            |
| Campus de l'UQTR à Joliette                                         |
| Longueuil                                                           |
| Campus de l'UQTR à Longueuil                                        |

## Recherche et études
Plusieurs centres de recherche sont situés sur le campus de l'UQTR dont l'Institut de recherche sur l'hydrogène (IRH) et le Centre interuniversitaire d'études québécoises (CIEQ) qui couvre de larges champs disciplinaires que sont l'histoire, la sociologie, les sciences politiques et les études littéraires. Le cœur des recherches du CIEQ est de comprendre le changement culturel au Québec de la naissance de la colonie (XVIIe siècle) à aujourd'hui. Parmi les programmes d'études particuliers de l'UQTR, notons ses doctorats en chiropratique et en médecine podiatrique, son programme de maîtrise en thérapie du sport agréé par l'Association Canadienne des Thérapeutes du Sport (le premier en français en Amérique du Nord) ainsi que son baccalauréat en traduction, qui a la particularité d'être offert entièrement en ligne. Notons aussi le guichet unique FISCALITÉuqtr.ca qui offre un déploiement pédagogique Web entièrement sous forme de ressources éducatives libres.

## Équipes sportives
Les équipes des Patriotes regroupent près de 160 étudiants-athlètes dans 9 disciplines :
- Badminton
- Golf
- Hockey masculin
- Natation
- Cross-country
- Cheerleading
- Volleyball féminin
- Soccer masculin
- Soccer feminin (entraineur-chef: Marie-Ève Nault)

## Diplômés connus
- Xavier Barsalou-Duval, homme politique
- Richard Béliveau, B.Sc. biochimie
- Philippe Bernier Arcand, essayiste
- Guy Bertrand (chroniqueur), B.A. traduction
- Guillaume Blanc, historien français de l’environnement
- Dany Dubé  (chroniqueur et analyste), activité physique
- Lucien Francoeur, B.A. arts
- Marilène Gill (poète et femme politique), études littéraires
- Mario Jean, B.A. récréologie
- Fred Pellerin (conteur), études littéraires
- Pierre Pettigrew, politicien
- Bryan Perro, études québécoises, histoire
- Hery Rajaonarimampianina, 8e président de la République de Madagascar[14]
- Michel Seymour, philosophe

## Galerie

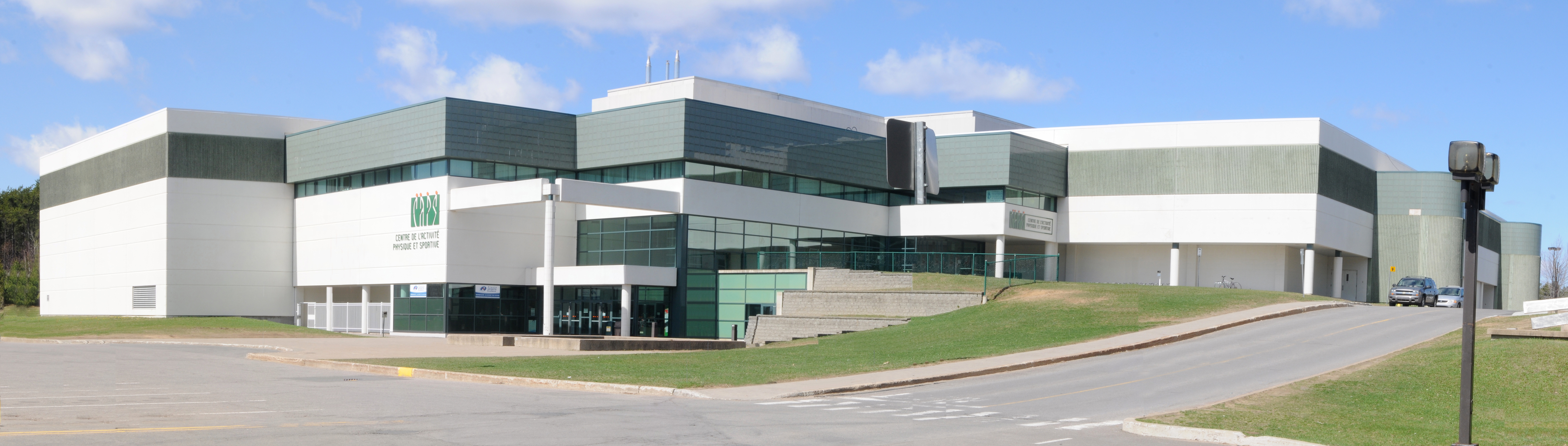
Centre de l'activité physique et sportif Léopold-Gagnon (CAPS).
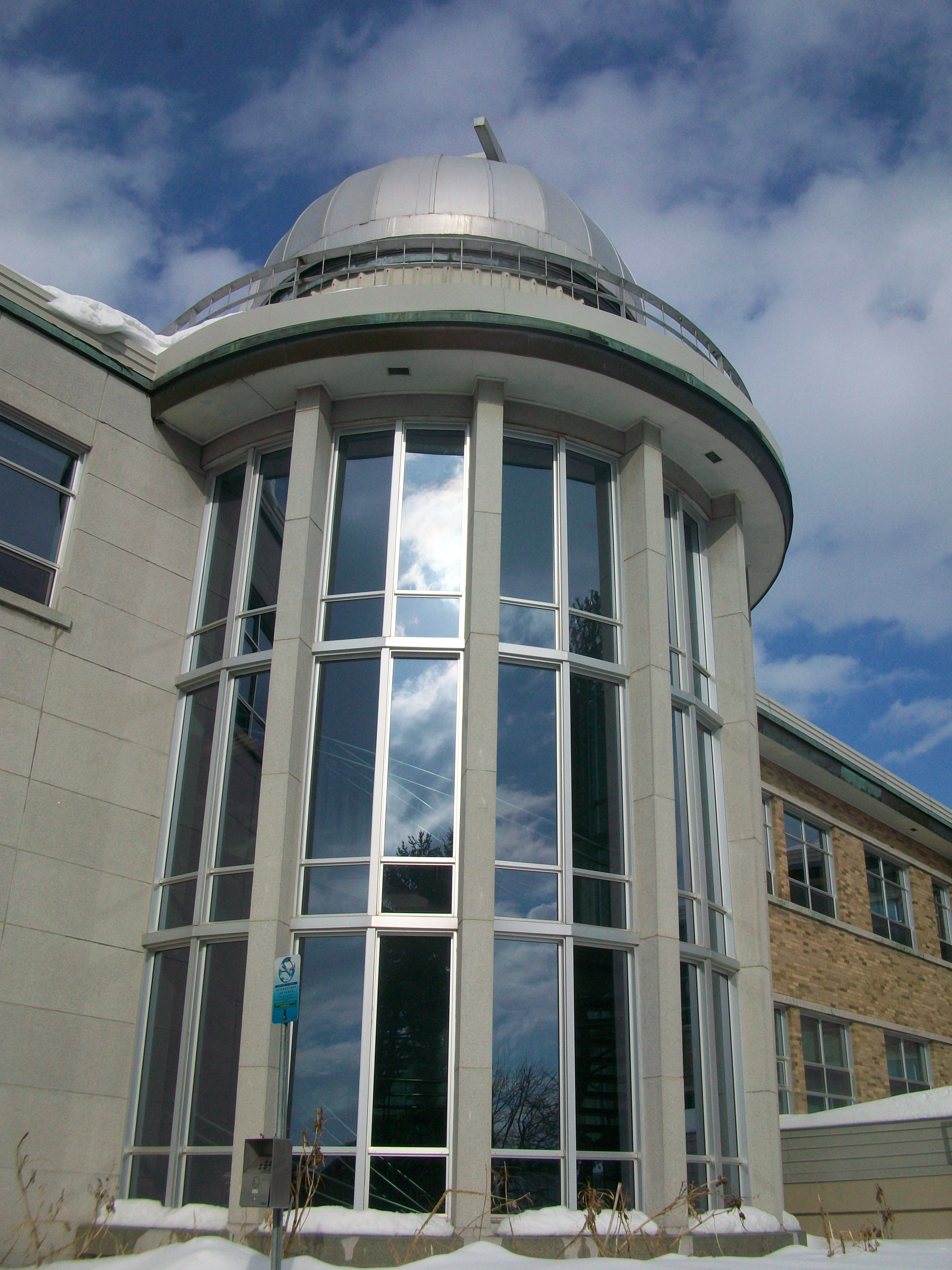
Pavillon Pierre-Boucher.
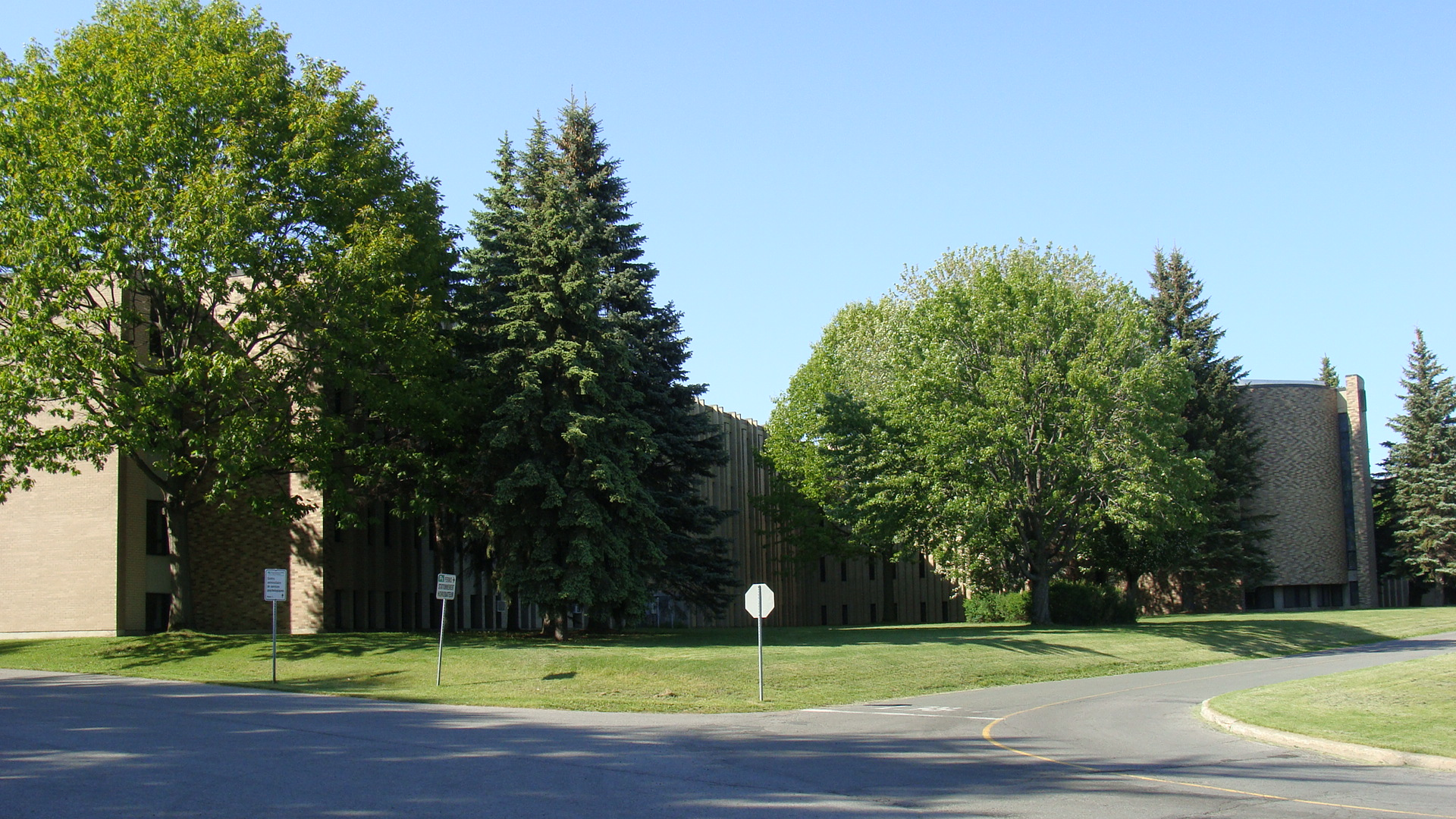
Pavillon Michel Sarrazin.
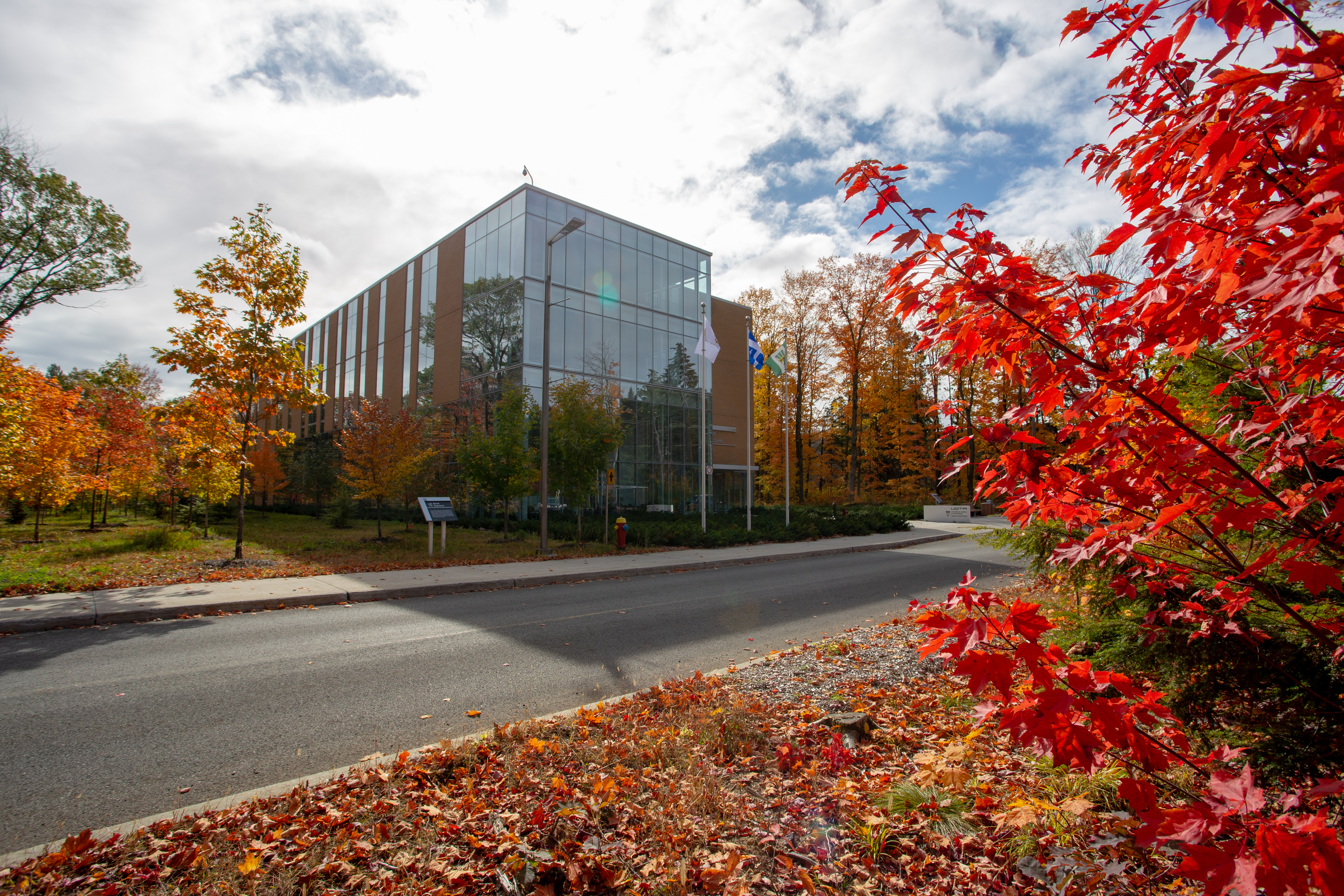
Campus de Drummondville.
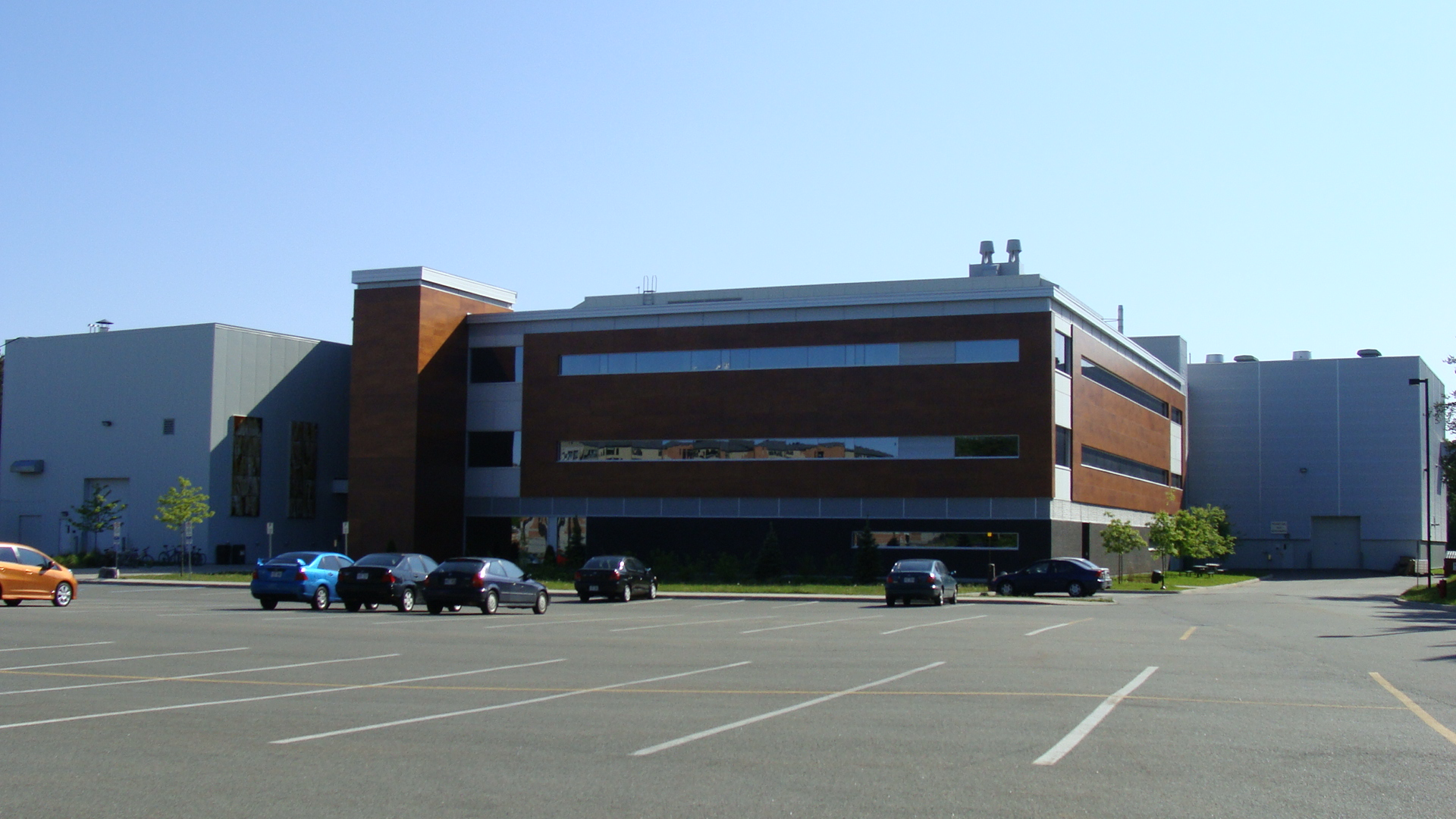
Centre intégré en pâtes et papiers (CIPP).
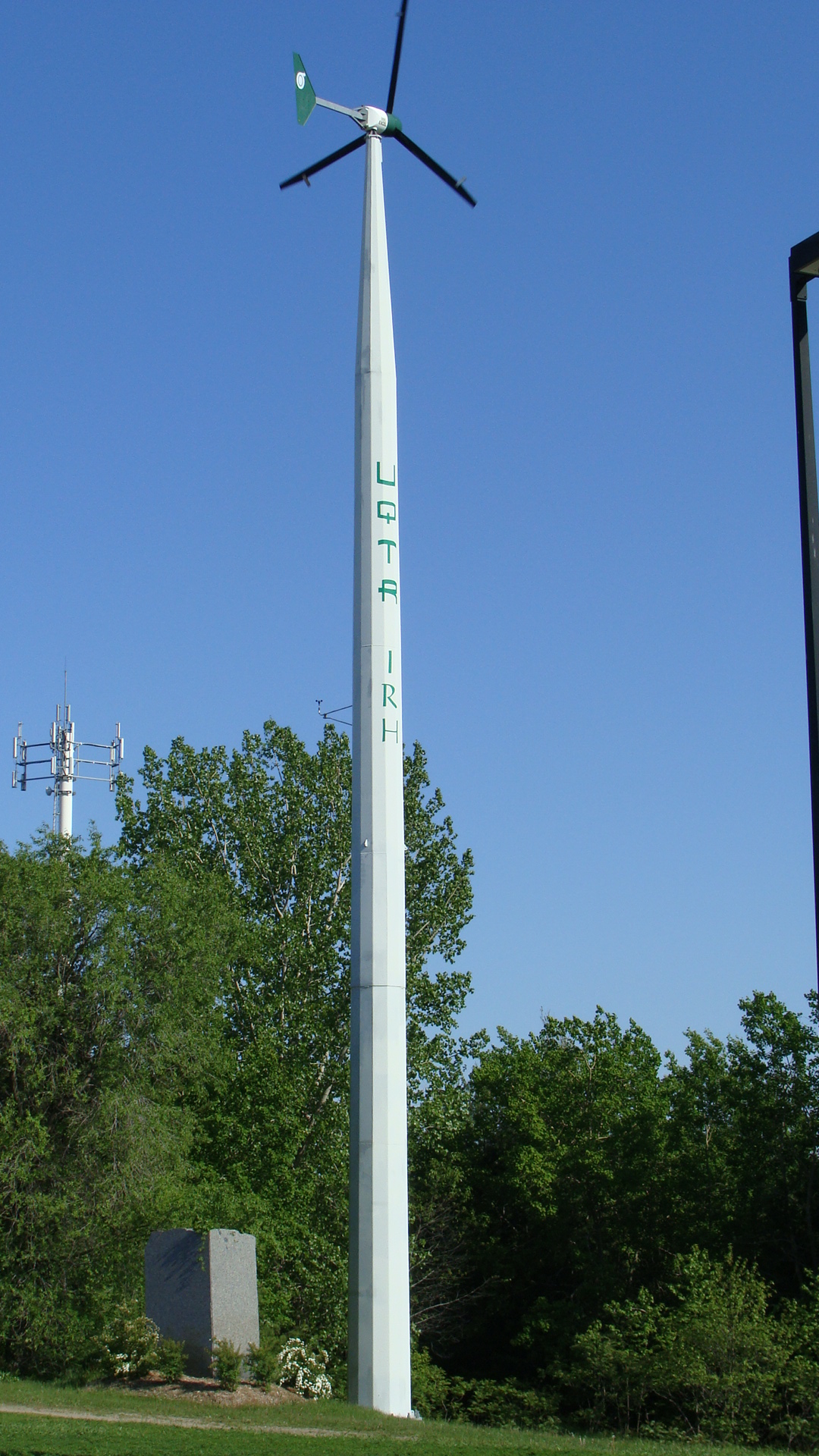
Éolienne de l'IRH.
Patriotes de l'UQTR.